# Port de Folleux
Le port de Folleux (ou port de Foleux) est un port fluvial sur la Vilaine, à la confluence avec le Trévelo.

## Géographie
Folleux est un hameau de la commune de Béganne, dans le Morbihan. Le port occupe les deux rives du fleuve : outre Béganne, il s'étend sur les communes de Nivillac et Péaule.
Le port de Folleux est situé à une vingtaine de kilomètres en amont du barrage d'Arzal, à une trentaine de kilomètres de l'embouchure de la Vilaine et à 15 km de Redon. Son altitude est d'environ 5 m. 

## Histoire
Le port de Folleux a été créé par la commune de Béganne après la construction du barrage d'Arzal (1970), sur le site d'un ancien poste de douane et d'un grenier à sel.
En 1984, le port est agrandi sur les communes de Nivillac et Péaule.
Depuis 2008, il est géré par la Compagnie des Ports du Morbihan.

## Services
Le port de Folleux peut accueillir plus de 320 embarcations, sur pontons et corps morts. La capitainerie se trouve sur la rive droite (commune de Béganne).

## Galerie Photos

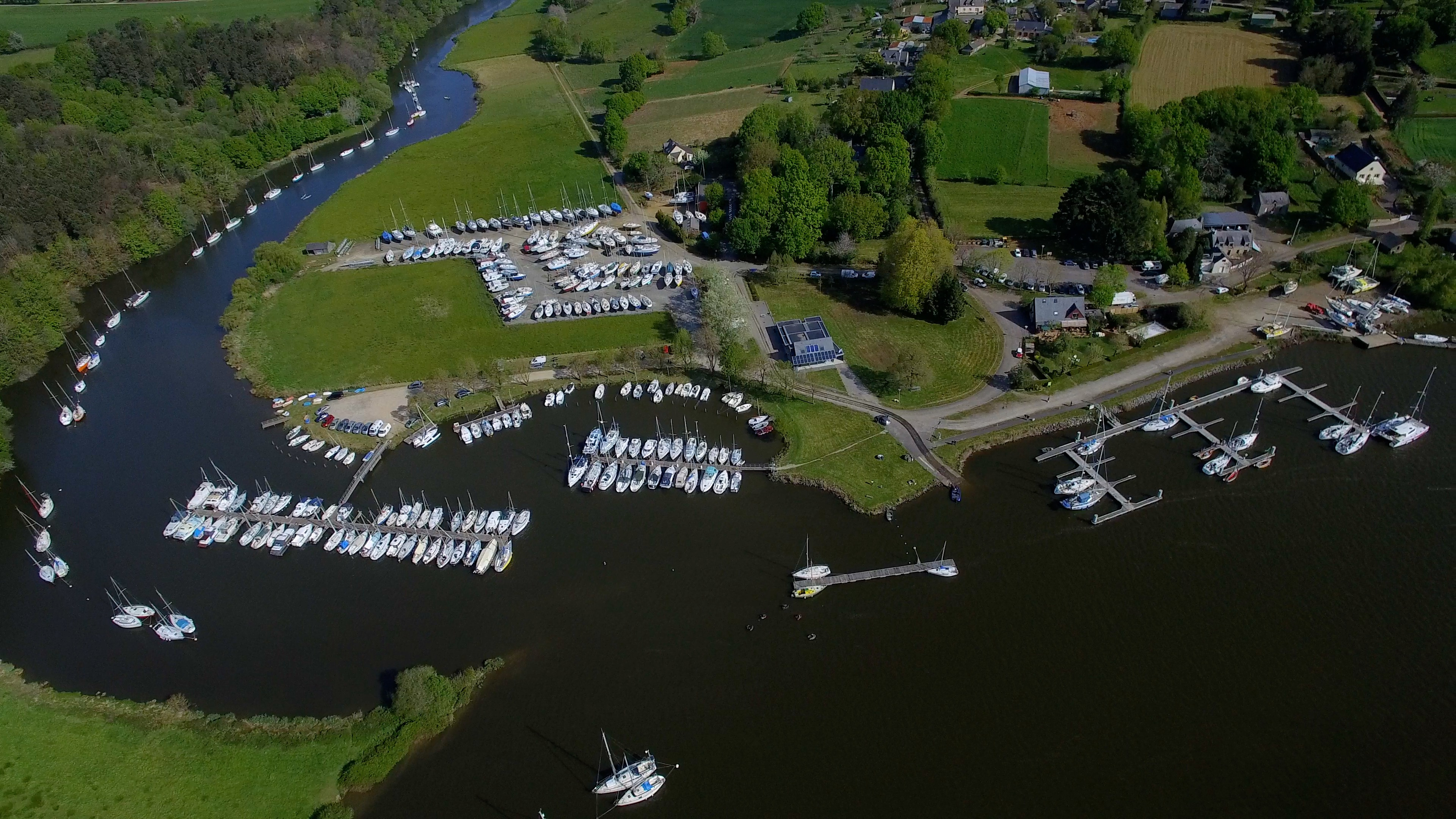
Port de Folleux]